# Fórum Piscário
Fórum Piscário (em latim: Forum Piscarium; em italiano: Foro Piscario) segundo Varrão e Plauto, ou Fórum Piscatório (em latim: Forum Piscatorium) segundo Tito Lívio, foi o fórum venálio de peixes da Antiga Roma, localizado ao norte do Fórum Romano, entre a Via Sacra e o Argileto. Foi incendiado em 210 a.C. e reconstruído no ano seguinte. Em 179 a.C., foi incorporado ao Macelo construído por Marco Fúlvio Nobilior na mesma região, a nordeste da Basílica Emília.